# فلبوس تفاحي
فلبوس تفاحي (الاسم العلمي:Phyllobius pomaceus) هو نوع من الحشرات يتبع جنس الفلبوس من فصيلة السوسية الحقيقية.